# Anexação da Crimeia à Federação Russa
A anexação da Crimeia e Sevastopol à Federação Russa é um processo de incorporação da República da Crimeia — reivindicada pela Ucrânia como República Autônoma da Crimeia — e da cidade de Sevastopol como subdivisões federais da Federação Russa.
Teve origem no Euromaidan, a revolução ucraniana iniciada no final de 2013 que culminou com a destituição de Viktor Yanukovych, no que para o governo russo foi um golpe de Estado. Depois disso, surgiu um conflito no sudeste da Ucrânia (de maioria russa), por parte da população e de governos opostos aos eventos ocorridos em Kiev, que reivindicam o estreitamento de seus vínculos (ou até mesmo a unificação) com a Rússia. Em 2014, as tensões resultaram na Crise da Crimeia onde a agitação pró-russo resultou em soldados russos disfarçados (apelidados pela mídia de "Homenzinhos Verdes") tomaram pontos-chaves na Crimeia como bases militares, aeroportos, prédios do governo e o Parlamento.
As regiões, que declararam unilateralmente a sua independência da Ucrânia, foram unidas como uma única nação depois e pediram a anexação à Rússia de acordo com um referendo que reflete tal desejo. A Rússia deferiu o pedido quase imediatamente através da assinatura de um tratado de adoção com uma nação recém-formada. Os acessos, no entanto, foram ratificados separadamente: um para a Crimeia como uma república e outro para Sevastopol como uma cidade federal, resultando na criação de duas novas subdivisões federais da Rússia.
De acordo com a Lei sobre Novos Territórios Federais, a península pode considerar-se parte da Rússia desde o momento da assinatura do acordo intergovernamental em 18 de março de 2014. O período de transição terminou em 1 de janeiro de 2015.
No entanto, o processo de anexação não é reconhecido pela Ucrânia, que contesta o tratado, não reconhecendo a independência da Crimeia e Sevastopol e considera a própria anexação como ilegal, afirmando que o território continua formando a República Autônoma da Crimeia e cidade especial de Sevastopol. O Secretário-Geral da OTAN, Anders Fogh Rasmussen e vários líderes mundiais condenaram as ações da Rússia como uma anexação ilegal. Esta adesão pela Rússia, provocou a pior crise nas relações entre o Oriente e o Ocidente desde o fim da Guerra Fria.

## Tratado
O Tratado sobre a Anexação da República da Crimeia à Rússia foi assinado entre os representantes da República da Crimeia (incluindo Sevastopol, com o qual o restante da Crimeia foi brevemente unificado) e a Federação Russa em 18 de março de 2014 e expôs os termos para a imediata admissão da República da Crimeia e Sevastopol como subdivisões federais da Rússia e parte da Federação Russa. Foi ratificado pela Assembleia Federal em 21 de março.

## Reconhecimento Internacional

### Oposição
A Ucrânia não reconheceu a anexação da Crimeia e Sevastopol à Federação Russa, bem como a independência dos territórios que fizeram parte da Ucrânia entre 1954 e 2014. Segundo um porta-voz do Ministério das Relações Exteriores da Ucrânia, Kiev considerou que a decisão de anexação "não tem relação com a democracia, o direito e o bom senso".
Os presidentes do Conselho Europeu, Herman van Rompuy, e o presidente da Comissão Europeia, José Manuel Barroso, divulgaram uma declaração conjunta sobre a situação em torno da Crimeia, notando que a União Europeia não reconhece a anexação da Crimeia e Sevastopol pela Federação Russa. Tanto a União Europeia como os Estados Unidos anunciaram sanções contra autoridades crimeianas e russas.
O Secretário de Defesa dos Estados Unidos, Chuck Hagel, afirmou em 5 de abril que "o mundo tomou conhecimento e irá responder" à anexação russa da região ucraniana da Crimeia.
A Assembleia Parlamentar do Conselho da Europa afirmou que a anexação da Crimeia à Rússia era "ilegal" por uma votação de 154 a 26, com 14 abstenções em 9 de abril.

#### Resoluções das Nações Unidas

##### Resolução do Conselho de Segurança
Em 15 de março de 2014, uma resolução patrocinada pelos Estados Unidos foi apresentada para votação no Conselho de Segurança da ONU para reafirmar o compromisso do Conselho pela "soberania, independência, unidade e integridade territorial" da Ucrânia. Ao todo 13 membros do conselho votaram a favor da resolução, a China se absteve, enquanto a Rússia vetou a resolução da ONU que declara o referendo na Crimeia sobre o futuro da península da Crimeia como ilegal. O veto da Rússia à resolução do Conselho de Segurança da ONU foi seguido por um referendo bem-sucedido que foi realizado em 16 de março de 2014, pelo legislativo da Crimeia, bem como pelo governo local de Sevastopol. Após o referendo, a República da Crimeia declarou sua independência da Ucrânia, no dia seguinte, começou a buscar o reconhecimento da ONU, e pediu para se juntar à Federação Russa. No mesmo dia, a Rússia reconheceu a Crimeia como um Estado soberano.

##### Resolução da Assembleia Geral
Em 27 de março de 2014, a Assembleia Geral da ONU aprovou uma resolução que descreve o referendo que conduziu a anexação da Crimeia pela Rússia como ilegal. A resolução proposta, que foi intitulada "integridade territorial da Ucrânia", foi copatrocinada por Canadá, Costa Rica, Alemanha, Lituânia, Polônia, Ucrânia e Estados Unidos. Esta, reafirmou o compromisso do Conselho à "soberania, a independência política, a unidade e a integridade territorial da Ucrânia dentro de suas fronteiras internacionalmente reconhecidas". A resolução tentou ressaltar que o referendo realizado em 16 de março na Crimeia e na cidade de Sevastopol não tem validade e não pode servir de base para qualquer alteração no estatuto da República Autônoma da Crimeia ou da cidade de Sevastopol. A resolução recebeu 100 votos a seu favor, enquanto 11 países votaram contra e 58 países se abstiveram de votar. A resolução foi não vinculativa e a votação foi em grande parte simbólica.

### Misto
A posição da Bielorrússia não é clara. Por um lado, o governo afirmou que a Ucrânia deve permanecer 'indivisível', mas por outro, o presidente afirmou que "hoje, a Crimeia é de facto parte da Federação Russa" sendo reconhecida ou não.

### Apoio
Dezesseis países dos 193 membros das Nações Unidas reconheceram a República da Crimeia e Sevastopol como sendo subdivisões federais da Rússia:
- Afeganistão[28]
- Armênia[29]
- Bolívia[30]
- Cazaquistão[29]
- Coreia do Norte[31]
- Cuba[32]
- Nauru
- Nicarágua[33]
- Quirguistão[34]
- Rússia[35]
- Síria[28]
- Sudão
- Tuvalu
- Venezuela[28]
- Vanuatu
- Zimbábue

Quatro países não reconhecidos pelas Nações Unidas reconheceram a República da Crimeia e Sevastopol como sendo subdivisões federais da Rússia:
- Abecásia[36]
- Artsaque[37]
- Transnistria[38]
- Ossétia do Sul[39]

### Transnístria
Em 18 de março, a Transnístria (região reivindicada como parte da Moldávia) enviou um pedido de anexação a Federação Russa, seguindo o exemplo da Crimeia e em conformidade com as disposições do Ato de Adesão. Este pedido foi enviado por seu presidente, Mikhail Burla, o presidente da Duma Estatal. Em 2006, foi realizado um referendo similar ao da Crimeia, onde se obteve por maioria o mesmo resultado de anexação à Rússia. Em seguida, o Presidente da Moldávia exortou a Rússia para que não considerasse a anexação da Transnístria da mesma forma que fez com a Crimeia. A região de Gagauzia também solicitou a anexação com a Rússia.